# 职业资格
职业资格是中华人民共和国对从事特定职业所必备的学识、技术和能力的基本要求，由政府许可或认定。中华人民共和国职业资格实行目录管理，所有职业资格均列入《国家职业资格目录》，其最新版本为2021年版。
职业资格根据人员类型分为专业技术人员职业资格和技能人员职业资格两大类，根据性质分为准入类和水平评价类两大类。2021年版《国家职业资格目录》中共有72项职业资格，专业技术人员职业资格59项（准入类33项、水平评价类26项）；技能人员职业资格13项（均为准入类）。
职业资格制度与职称制度为两个不同的制度，但相互衔接。特定职业领域的专业技术人才取得职业资格即可认定相应职称，初级、中级职称实行全国统一考试的专业不再进行相应的职称评审或认定。